# Парламентские выборы в Швейцарии (2015)
Парламентские выборы в Швейцарии проходили 18 октября 2015 года для избрания 200 депутатов 50-го Национального совета и 46 членов Совета кантонов (1-й тур). 2-й тур в Совет кантонов проходил до 22 ноября 2015 года . В результате Швейцарская народная партия осталась крупнейшей парламентской партией, получив 65 из 200 мест Национального совета. Явка составила 48,4 %.
Результаты показали, что избиратели были обеспокоены иммиграционным кризисом, вызванным наплывом беженцев в Европу, и правые партии усилили свои позиции. Повысилась поддержка трём крупнейшим парламентским партиям.
Швейцарская народная партия получила рекордное количество мест парламента, заняв треть Национального совета, что стало наивысшей частью мест, полученных одной партией, начиная с 1919 года, когда была введена пропорциональная система.

## Избирательная система
Швейцарский парламент Федеральное собрание состоит из двух палат: Совета кантонов (46 членов) и Национального совета (200 членов). Выборы в Национальный совет проходят каждые 4 года по пропорциональной системе в многомандатных округах, соответствующих 26 кантонам и полукантонам Швейцарии. Выборы в Совет кантонов также проходит раз в 4 года. 46 членов Совета избираются в одно- и многомандатных округах.
На выборах 2003 года переизбирались все депутаты Национального совета и большинство членов Совета кантонов. Политические партии Швейцарии носят различные названия во франко-, германо- и италоязычных регионах и проводят в них отдельные предвыборные кампании.

## Результаты

### Национальный совет
СМИ связывали усиление Швейцарской народной партии с беспокойством избирателей, вызванным продолжавшимся европейским миграционным кризисом. В сумме правоцентристские партии (SVP и FDP) получили небольшое большинство в Национальном совете (101/200) Одновременно центристские и левоцентристские партии потеряли места парламента.. Свободная демократическая партия увеличило своё представительство, что не происходило с выборов 1979 года.
В Берне группа активистов провела демонстрацию в поддержку беженцев в день выборов, что запрещено законом. В результате 110 человек было арестовано.

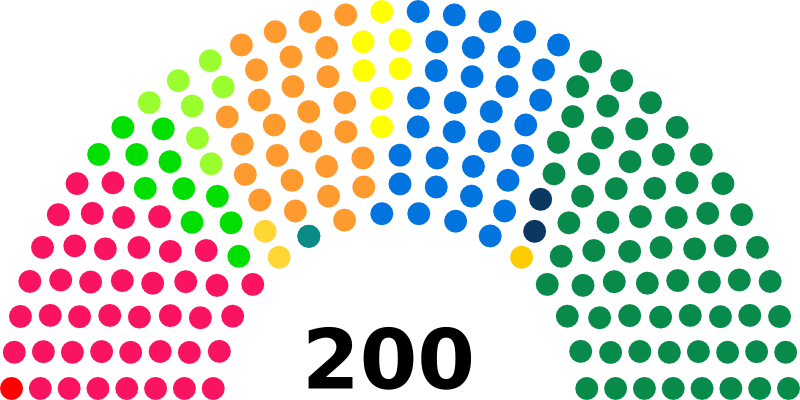
Партийный состав 50-го Национального совета (2015).

|  | Партия | Голосов   | %    | +/-  | Мест | %    | +/- |
|  | Швейцарская народная партия | 740 967   | 29,4 | +2,8 | 65   | 32,5 | +11 |
|  | Социал-демократическая партия | 475 071   | 18,8 | +0,1 | 43   | 21,5 | −3  |
|  | Свободная демократическая партия. Либералы | 413 444   | 16,4 | +1,3 | 33   | 16,5 | +3  |
|  | Христианско-демократическая народная партия | 293 653   | 11,6 | −0,7 | 27   | 13,5 | −1  |
|  | Зелёная партия | 177 944   | 7,1  | −1,3 | 11   | 5,5  | −4  |
|  | Зелёная либеральная партия | 116 641   | 4,6  | −0,8 | 7    | 3,5  | −5  |
|  | Консервативно-демократическая партия | 103 476   | 4,1  | −1,3 | 7    | 3,5  | −2  |
|  | Евангелическая народная партия |           | 1,9  | −0,1 | 2    | 1,0  | 0   |
|  | Федерально-демократический союз |           | 1,2  | −0,1 | 0    | -    | 0   |
|  | Альтернативные левые |           | 1,2  | +0,3 | 0    | -    | 0   |
|  | Лига Тичино |           | 1,0  | +0,2 | 2    | 1,0  | 0   |
|  | Солидарность |           | 0,5  | +0,2 | 0    | -    | 0   |
|  | Партия труда |           | 0,4  | -0,1 | 1    | 0,5  | +1  |
|  | Движение граждан Женевы |           | 0,3  | −0,1 | 1    | 0,5  | 0   |
|  | Христианско-социальная партия |           | 0,2  | −0,1 | 0    | -    | 0   |
|  | Швейцарские демократы |           | 0,1  | -0,1 | 0    | -    | 0   |
|  | Прочие партии |           | 2,4  | +0,2 | 1    | 0,5  | 0   |
|  | Всего | 2 521 502 | 100  | 0    | 200  | 100  | 0   |
|  | Зарегистрированных избирателей/ Явка | 5 295 506 | 48,4 | -    | -    | -    | -   |
|  | Источник: Statistics Switzerland, Elections 2015 Архивная копия от 22 декабря 2015 на Wayback Machine, IFES Архивная копия от 25 ноября 2019 на Wayback Machine |           |      |      |      |      |     |

### Совет кантонов

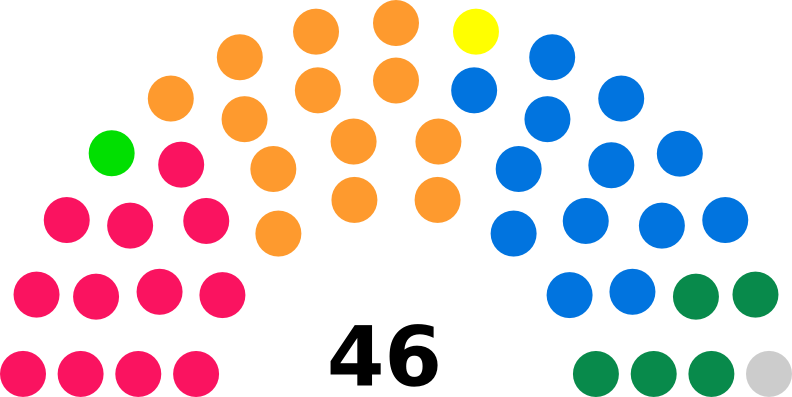
Партийный состав Совета кантонов (2015).

|  | Партия                                                                            | Мест | +/- |
|  | Христианско-демократическая народная партия                                       | 13   | 0   |
|  | Свободная демократическая партия. Либералы                                        | 13   | +2  |
|  | Социал-демократическая партия                                                     | 12   | +1  |
|  | Швейцарская народная партия                                                       | 5    | 0   |
|  | Зелёная партия                                                                    | 1    | −1  |
|  | Консервативно-демократическая партия                                              | 1    | 0   |
|  | Зелёная либеральная партия                                                        | 0    | −2  |
|  | Независимые                                                                       | 1    | 0   |
|  | Всего                                                                             | 46   | 0   |
|  | Источник: Statistics Switzerland Архивная копия от 5 июля 2019 на Wayback Machine |      |     |